# Еснафска слава
Еснафска слава или занатлијска слава, или слава занатлија или слава еснафа, је народно-црквени обичај, део вишевековне традиција и саставни део живота и рада занатлија чија су еснафска или цеховна удружења неговала култ еснафске славе.

## Основне информације
Еснафска слава је празнични дан посвећен свецу – оцу заштитнику еснафа и свих занатлија учлањених у одређени еснаф. Она је имала снажан утицај на пословни морал занатлија — који су настојале да поштено раде у занату, и по стицању звања занатлије заклињали су се у еснафску славу пред иконом свеца заштитника еснафа.
На дан славе занатлије из еснафа су се прво сакупљале код старешине еснафа или у еснафском дому, у коме се кадила икона, молило Богу, испијало по једно пиће. Након овог ритуала, занатлије су заједно у свечаној поворци одлазили у цркву. Испред славске поворке ношена је икона свеца – заштитника еснафа, еснафски барјак и славски колач. Напред би ишли мајстори, носећи еснафски барјак, славску икону, колач, жито и вино. Све је било окићено, а на зачељу поворке ишла је музика.
У цркви се служила света литургија. За време литургије свештеник се молио Богу за здравље, живот и напредак свих чланова еснафа и секао славски колач. 
После завршене литургије, освећења и сечења колача, поворка би се враћала у еснафски дом, на слатко и воду, кафу, ракију и дуван, а онда би кренули од куће до куће уз пратњу свирача и обилазе домове еснафских мајстора, где су их дочекивале домаћице служећи их водом, кафом и ракијом.. На крају би занатлије одлазиле на славски ручка, који је организован у кафани, на коме је бирана нова управа еснафа. Новом првом човеку еснафа, који је на свечаности био биран, занатлије би китиле штап да би се, према веровању, паре множиле.
Славило се током целог дана, а трошкове славља једнако су плаћали сви учесници. Тога дана радње еснафа нису отваране.
У мешовитим еснафима где је било занатлија различитих заната, за еснафску славу слављен је светац заштитник оних занатлија који су били најбројнији у еснафу и чије је име еснаф носио.
Да би свечаност била већа, на дан славе, пре подне, калфе.  би полагале мајсторске испите. Јер у занатској хијерархији калфа је био изнад шегрта, и имао приличну самосталност, али је морао да слуша газду све док не положи мајсторски испит. 
Традиција еснафске славе за поједине еснафе задржала се веома дуго, а неки еснафи је и данас славе. Услед насталих промена у начину занатског организовања и формирањем среских и окружних еснафа, еснафска слава за све занатлије и трговце славила се на дан Света три јерарха. Задржан је обичај сечења славског колача у цркви, након чега се приређивао свечани ручак.

## Еснафска слава у Србији
У Србији, пре Другог светског рата, сваки занат имао је своју крсну славу. Сваки еснаф бирао је светитеља верујући да ће управо он да штити баш тај занат. Грнчари, стаклари и црепуљари славили су, тако, Светог Спиридона, да би „он сачувао” њихове производе од пуцања, а ковачи, Марковдан, како кожне мехове у радионицама не би изгризли мишеви. Као еснафску славу, Светог Тому обележавају дрводеље, бачвари, колари, столари, ужари, дунђери, бунарџије, калдрмџије и зидари. Он је заштитник столара јер је и сам био дрводеља. Предање каже да је једном пред Светог Тому  изашао ђаво у облику лепе девојке, која га је искушавала, Свети Тома се загледао у њу, ударио сечивом у камен и отупио своју секиру. Због тога се толико наљутио да је из облака изазвао незапамћену кишу и њоме утопио ђавола.
Поједини занати слични и послом повезани, као што су нпр. абаџије, мајстори за израду народног одела од сукна и терзије, кројачи народних ношњи, па ковачи и поткивачи, обућари и опанчари, могли су да имају заједнички еснаф и заједничку славу, али су поред тога обележавали и свако своју крсну славу.
Такође због законских ограничења у Кнежевини и Краљевини Србији и потребе да се испуни услов о броју чланова једног заната, поједини еснафи су се  уједињавали па су се тако — у трговачки еснаф, ујединили бакалски и лончарски еснаф,  док су котларски (калајџијски) с лимарским (тенећеџијским) чинили један еснаф, као и свећарско-сапунџиј-ски, односно зидарски и дунђерски, док су лебарско-пекарском еснафу придодате механџије, у тако су поред појединачне занатске славе тако уједињене занатлије славила и еснафску славу.
Терзије су славиле чак пет слава - Светог Атанасија, Светог Симеона Богопримца, Петровдан, Ризу Христову и Илиндан. На ово је утицала чињениц да су терзије основале први занатлијски еснаф у Србији још за време кнеза Милоша. Тада су их звали и смарламџије, али се тај компликован назив временом изгубио. Еснаф је био веома важно сталешко удружење занатлија, основано ради очувања, заштите и унапређења занатства, али и чувања пословног морала и поштења.